# Strichiwci
Strichiwci (ukr. Стріхівці) – wieś na Ukrainie, w obwodzie chmielnickim, w rejonie chmielnickim, w hromadzie Sołodkowce. W 2001 roku liczyła 744 mieszkańców.
We wsi urodził się Mykoła Lubynski.